# Lepidagathis chiangmaiensis
Lepidagathis chiangmaiensis är en akantusväxtart som beskrevs av Cornelis Eliza Bertus Bremekamp. Lepidagathis chiangmaiensis ingår i släktet Lepidagathis och familjen akantusväxter. Inga underarter finns listade i Catalogue of Life.